# Ziablikovo
Ziablikovo (ryska: Зябликово) är den södra slutstationen på Ljublinsko–Dmitrovskaja-linjen i Moskvas tunnelbana. Stationen öppnades 2 december 2011, tillsammans med stationerna Borisovo och Sjipilovskaja. Stationen har fått sitt namn efter byn Ziablakovo som var belägen här men lämnat plats för stadens utvidgning.

## Byten
På Ziablikovo kan man byta till Krasnogvardejskaja på Zamoskvoretskajalinjen, genom en gångtunnel som går från Ziablakovos norra vestibul till centralhallen på Krasnogvardejskaja.